# Basilique Saint-Bernardin-de-Sienne
La basilique Saint-Bernardin-de-Sienne est un édifice religieux de la ville de L'Aquila, dans la province des Abruzzes en Italie.
Elle a été érigée, avec le couvent adjacent, entre 1454 et 1472 en l'honneur de saint Bernardin de Sienne. Les reliques du saint sont conservées dans un mausolée de la basilique.
Le tremblement de terre du 6 avril 2009 a gravement endommagé l'abside et le campanile.

## Histoire
L'histoire de la fondation de la basilique est liée à la figure du saint qui, bien que malade depuis quelque temps, a réconcilié deux factions belligérantes en 1444. À sa mort dans la ville, la capitale des Abruzzes a demandé et obtenu la permission du pape Eugène IV de garder et d'abriter ses reliques.
La première phase des travaux, interrompus à plusieurs reprises, a débuté en 1454 et s'est terminée en 1472 avec la construction de la coupole.
C'est seulement plus tard que la façade fut commencée, sous la direction de Silvestro dell'Aquila. La mort de ce dernier, en 1504, marqua l'arrêt des travaux et la façade est restée inachevée pendant près de deux décennies. En 1524, les travaux ont été confiés à Nicola Filotesio, et la façade a finalement été achevée en 1542.
Après le tremblement de terre de 1703, l'intérieur a été entièrement reconstruit en style baroque par trois architectes de renom de l'époque : Cipriani, Contini et Biarigioni. En 1724, Ferdinando Mosca a réalisé le plafond en bois, peint par Girolamo Cenatiempo. Celui-ci est également l'auteur des fresques de la chapelle qui abrite le mausolée. En 1773, Donato di Rocco Ciccio a réalisé le maître-autel.
Un autre puissant séisme a frappé L'Aquila le 6 avril 2009. Il a endommagé l'abside de la basilique et a entraîné la destruction partielle de l'ancien campanile. Il y eut de graves dommages pour le tambour de la coupole, les parois longitudinales du monastère et le complexe attenant.
Le jour du tremblement de terre, le président du Monte dei Paschi di Siena, Giuseppe Mussari, garantit en direct à la télévision une importante contribution financière pour permettre la restauration de la basilique. Le coût estimé pour la restauration de l'église est plus de 40 millions d'euros pour une période de travaux de plus de 10 ans.

## Sources
- (it) Cet article est partiellement ou en totalité issu de l’article de Wikipédia en italien intitulé « Basilica di San Bernardino » (voir la liste des auteurs).